# Veronika Doedarova
 Veronika Doedarova (Russisch: Вероника Борисовна Дударова) (Bakoe, 5 december 1916 - Moskou, 15 januari 2009) was een Russisch muziekdirigente. Zij werd in 1947 dirigente bij het Symfonisch Staatsorkest van Moskou en werd er in 1960 benoemd tot hoofddirigente en artistiek leidster. Zij verliet het orkest in 1992. Van 1991 tot bij haar dood leidde zij het Russisch Symfonisch Orkest, dat zij zelf gesticht had.